# Confidence (film 1909)
Confidence è un cortometraggio muto del 1909 scritto e diretto da David W. Griffith che ha come interpreti Florence Lawrence e Charles Inslee.

## Trama
Cresciuta in un ranch, Nellie Burton è un'orfana che, ormai grande, deve adesso sopportare le calunnie di cui è oggetto a causa di un innamorato che lascia cadere il fango su di lei. Senza nessuno che la difenda, stanca e disillusa, Nellie se ne va via alla ricerca di una vita diversa trasferendosi a New York, dove trova lavoro come infermiera in un ospedale. La sua natura gentile e pura colpisce il capo chirurgo che si innamora. Lei, dapprima esitante, accetta alla fine la sua proposta di matrimonio e lo sposa. La sua vita viene però turbata dall'arrivo di Jim Colt, l'ex innamorato che, avendola ritrovata, ne approfitta per ricattarla con alcune sue vecchie lettere che testimoniano la loro relazione. Nellie, dopo avere ceduto al ricatto, non avendo più del denaro a disposizione, davanti alle nuove e pressanti richieste di Colt, può ricorrere solo a dei gioielli. Ma, nella discussione che ne segue, i due vengono sorpresi dal marito: quando Colt gli mostra le carte - secondo lui incriminanti - il medico prende il pacchetto e, dopo averlo buttato nella stufa, getta fuori di casa il losco individuo intimandogli di non presentarsi più davanti a lui.

## Produzione
Il film fu prodotto dall'American Mutoscope & Biograph.

## Distribuzione
Il copyright del film, richiesto dall'American Mutoscope and Biograph Co., fu registrato l'8 aprile 1909 con il numero H125501.
Distribuito dall'American Mutoscope & Biograph, il film - un cortometraggio di undici minuti - uscì nelle sale statunitensi il 15 aprile 1909. Copia della pellicola esiste ancora in collezioni private. Nel 2005, il film - un positivo 8 mm - è stato riversato su DVD, distribuito dalla Grapevine in un'antologia di cortometraggi di Griffith dal titolo D.W. Griffith, Director - Volume 2 -(1909), comprendente un programma di 112 minuti di filmati.